# La cobarde (telenovela)
La cobarde es una telenovela mexicana que se transmitió por el Canal 4 de Telesistema Mexicano (hoy Televisa) en 1962. Producida por Ernesto Alonso, constó de 59 capítulos de media hora cada uno, y fue protagonizada por María Rivas en su primera incursión en las telenovelas. La producción está grabada en blanco y negro.

## Elenco
- María Rivas ... Mara
- Julio Alemán ... Roberto
- Prudencia Grifell .... Doña Irene
- Anita Blanch
- Virginia Manzano
- Ramón Bugarini ... Julio
- Jorge del Campo
- Ernesto Alonso ... Arturo
- Luis Aragón
- Magda Donato
- Enrique Aguilar
- Alicia Montoya